# Рали Дакар
Рали Дакар (известно допреди години като Рали Париж-Дакар) е ежегодно многодневно оф-роуд състезание. Ралито е от тип рали рейд, който за разлика от традиционните ралита се провежда на оф-роуд терени – пясъчни дюни, кал, камъни и други пресечени местности. Стартът е в последните дни на декември или началото на януари, а финалът – в средата на януари. В ралито участват автомобили (предимно джипове и бъгита), мотоциклети, камиони и АТВ-та. Участниците са както професионалисти, каращи за заводски отбори и разчитащи на съответна помощ и поддръжка от страна на механиците на отборите, така и аматьори (наричани също частни пилоти). Процентът на аматьорите във всяко издание е около 80.
Първото издание на ралито се провежда през 1979 г. от Париж до Дакар. През 2008 г. поради заплахи от терористични нападения ралито е отменено. От 2009 до 2020 година ралито се провежда в Южна Америка, след което се премества в Саудитска Арабия.

## История
На 26 декември 1978 година се сбъдва мечтата на Тиери Сабен и той организира първото рали Париж – Дакар. Година по-рано той участва на рали Абиджан-Ница и се изгубва с мотора си в либийската пустиня. Тогава той решава, че пустинната местност е чудесно място за провеждане на ежегодно рали. Сабен фактически разкрива пред обществеността един нов свят. Неговото мото е „Предизвикателство за тези, които се включат. Мечта за тези, които не го направят.“ В първото издание на ралито 182 ентусиасти се впускат в надпревара, дълга 10 000 km, водеща през Франция, Алжир, Нигер, Мали, Горна Волта и Сенегал.
На следващото рали за първи път участват заводски отбори – тези на Ямаха, Фолксваген, БМВ и Лада. На това рали дебютират и камионите.
През 1986 г. загива Тиери Сабен, основателят на ралито, след като хеликоптера му се разбива. Баща му Жилбер Сабен и Патрик Вердой поемат организацията.
През 1988 г., когато Рали Дакар празнува десетата си годишнина, броят на участниците надвишава 600.
През следващите години броят на участниците спада и Жилбер Сабен решава да „поосвежи“ ралито, правейки промяна в маршрута: през 1992 г. крайната цел е Кейп Таун, Южна Африка. Друго нововъведение е употребата на GPS-системи. То обаче не помага кой-знае колко на състезателите, които трябва да прекосят пясъчни бури, разкъсваната от война Чад и бушуваща река в Намибия.
Година по-късно ралито отново финишира в Дакар, а броят на участниците е рекордно нисък – 154.
През 1994 г. Сабен и екипът му се оттеглят, а правата за организация преминават в ръцете на Амори Спорт Организейшън, а година по-късно за шеф на ралито е избран трикратният победител Убер Ориол, който през 1992 г. влиза в историята като първият състезател, спечелил ралито с мотор и автомобил.
През 1997-а Юта Клайншмит се превръща в първата жена, спечелила етап от ралито.
През 2005 г. е счупен рекордът за брой участващи машини – 687: 463 автомобили, мотори и камиони и 224 камиони и автомобили от поддръжката, които от няколко години се състезават в отделен клас.
С най-много победи в ралито е французинът Стефан Петерханзел, който има шест победи с мотор в периода 1991 – 1998 и три с автомобил в периода 2004 – 2007. Той е и рекордьорът по победи при мотоциклетистите. В автомобилния клас все още ненадминат е финладецът Ари Ватанен с четири победи между 1987 и 1991 г. с Peugeot 405 Turbo-16 и Peugeot 205 Turbo-16. При камионите с най-много победи е Владимир Чагин (Русия) – осем. Германката Юта Клайншмит е първата и единствена жена победител.

## Маршрут
Началната и крайната точка на ралито, както и самият му маршрут варират през годините поради политически, икономически и други причини. Случвало се е маршрутът да бъде променян или етапи да бъдат отменяни броени дни преди старта или дори по време на самото състезание.
Стартът на ралитата до 1994 г. се дава в Париж, като самият маршрут варира през годините и състезателите минават през Алжир, Тунис или Триполи, за да стигнат до Дакар. През 1992 г. керванът от машини дори прекосява цяла Африка, стигайки до Кейп Таун. От 1995 г. ралито стартира от различни градове, а до последното африканско рали през 2007 г., само четири пъти крайната точка не е Дакар.
Рали Дакар минава през следните страни от 1979 г. до 2007 г., в скоби е броят посещения: Сенегал (28), Мали (22), Франция (21), Мавритания (20), Нигер (14), Мароко (12), Испания (12), Алжир (11), Буркина Фасо/Горна Волта (7), Либия (6), Гвинея (6), Бряг на слоновата кост (3), Тунис (2), Египет (2), Португалия (2), Чад (1), ЮАР (1), Ангола (1), Камерун (1), Република Конго и Демократична република Конго (1), Намибия (1), Сиера Леоне (1), Централноафриканска република (1).

### Списък на маршрутите
| Година | Маршрут                                   | Дължина   | Спец. етапи | Участници | Финиширали |
| ------ | ----------------------------------------- | --------- | ----------- | --------- | ---------- |
| 1979   | Париж – Алжир – Дакар                     | 10 000 км | 3168 км     | 182       | 74         |
| 1980   | Париж – Алжир – Дакар                     | 10 000 км | 4059 км     | 216       | 81         |
| 1981   | Париж – Алжир – Дакар                     | 6263 км   | 3357 км     | 291       | 91         |
| 1982   | Париж – Алжир – Дакар                     | 10 000 км | 5963 км     | 385       | 127        |
| 1983   | Париж – Алжир – Дакар                     | 12 000 км | 5210 км     | 385       | 123        |
| 1984   | Париж – Алжир – Дакар                     | 12 000 км | 5882 км     | 427       | 148        |
| 1985   | Париж – Алжир – Дакар                     | 14 000 км | 7470 км     | 552       | 146        |
| 1986   | Париж – Алжир – Дакар                     | 15 000 км | 7731 км     | 486       | 100        |
| 1987   | Париж – Алжир – Дакар                     | 13 000 км | 8315 км     | 539       | 124        |
| 1988   | Париж – Алжир – Дакар                     | 12 874 км | 6605 км     | 693       | 151        |
| 1989   | Париж – Тунис – Дакар                     | 10 831 км | 6605 км     | 473       | 209        |
| 1990   | Париж – Триполи – Дакар                   | 11 420 км | 8564 км     | 465       | 133        |
| 1991   | Париж – Триполи – Дакар                   | 9186 км   | 6747 км     | 406       | 174        |
| 1992   | Париж – Сирт – Кейп Таун                  | 12 427 км | 6263 км     | 332       | 169        |
| 1993   | Париж – Танжер – Дакар                    | 8877 км   | 4476 км     | 153       | 67         |
| 1994   | Париж – Дакар – Париж                     | 13 379 км | 4446 км     | 259       | 114        |
| 1995   | Гранада – Дакар                           | 10 109 км | 5725 км     | 205       | 103        |
| 1996   | Гранада – Дакар                           | 7579 км   | 6179 км     | 295       | 121        |
| 1997   | Дакар – Агадез – Дакар                    | 8049 км   | 6509 км     | 280       | 141        |
| 1998   | Париж – Гранада – Дакар                   | 10 593 км | 5219 км     | 349       | 104        |
| 1999   | Гранада – Дакар                           | 9393 км   | 5638 км     | 297       | 110        |
| 2000   | Дакар – Кайро                             | 7863 км   | 5012 км     | 401       | 225        |
| 2001   | Париж – Дакар                             | 10 219 км | 6180 км     | 359       | 141        |
| 2002   | Арас – Мадрид – Дакар                     | 9436 км   | 5486 км     | 425       | 132        |
| 2003   | Марсилия – Шарм ел-Шейх                   | 8552 км   | 5216 км     | 490       | 186        |
| 2004   | Клермон Феран – Дакар                     | 9506 км   | 4635 км     | 595       | 163        |
| 2005   | Барселона – Дакар                         | 9039 км   | 5433 км     | 688       | 215        |
| 2006   | Лисабон – Дакар                           | 9043 км   | 4813 км     | 475       | 193        |
| 2007   | Лисабон – Дакар                           | 7915 км   | 4309 км     | 525       | 291        |
| 2008   | Лисабон – Дакар                           | 9273 км   | 5736 км     | 550       |            |
| 2009   | Буенос Айрес – Валпараисо – Буенос Айрес  | 9574      | 4741        | 501       | 271        |
| 2010   | Буенос Айрес – Антофагаста – Буенос Айрес | 9030      | 4810        | 362       | 187        |
| 2011   | Буенос Айрес – Арика – Буенос Айрес       | 9605      | 5007        | 407       | 204        |
| 2012   | Мар дел Плата – Арика – Лима              | 8393      | 4160        | 443       | 249        |
| 2013   | Лима – Тукуман – Сантяго де Чиле          | 8574      | 4155        | 449       | 301        |
| 2014   | Росарио – Салта – Валпараисо              | 8734      | 5228        | 431       | 204        |

## Класиране по брой победи

### Мотори
| Пилоти | Пилоти                                 |
| Победи | Пилот                                  |
| ------ | -------------------------------------- |
| 6      | Стефан Петерханзел                     |
| 5      | Сирил Депре Сирил Невьо                |
| 4      | Еди Ориоли Марк Кома                   |
| 3      | Ришар Сенкт                            |
| 2      | Фабрицио Меони Убер Ориол Гастон Рахие |
| 1      | Жил Лале Нани Рома                     |

| Конструктори | Конструктори |
| Победи       | Производител |
| ------------ | ------------ |
| 13           | КТМ          |
| 9            | Ямаха        |
| 6            | БМВ          |
| 5            | Хонда        |
| 2            | Каджива      |

### Автомобили
| Пилоти | Пилоти |
| Победи | Пилот |
| ------ | --- |
| 5      | Стефан Петерханзел |
| 4      | Ари Ватанен |
| 3      | Рене Меже Пиер Лартиг |
| 2      | Хироши Масуока Жан-Луи Шлесер |
| 1      | Ален Женестие Фреди Котулински Клод Маро Джаки Икс Патрик Занироли Юха Канкунен Убер Ориол Бруно Саби Кенджиро Шизоука Жан-Пиер Фонтене Юта Клайншмид Люк Алфан Жиниел де Вилиер Карлос Сайнц Насер Ал-Атия Нани Рома |

| Конструктори | Конструктори               |
| Победи       | Производител               |
| ------------ | -------------------------- |
| 12           | Мицубиши                   |
| 4            | Ситроен Пежо Фолксваген    |
| 3            | Мини                       |
| 2            | Порше Шлесер Рейндж Роувър |
| 1            | Мерцедес Рено              |

### Камиони
| Пилоти | Пилоти |
| Победи | Пилот |
| ------ | --- |
| 7      | Владимир Чагин |
| 6      | Карел Лопрайс |
| 2      | Фирдаус Кабиров Жорж Гроан Франческо Перлини |
| 1      | Атауат Адриан Вилет Пиер Лальо Карл-Фридрих Капито Джакомо Висмара Ян де Рой Вила Жак Хуса Виктор Московских Петер Райф Ханс Стейси Жерар де Рой Едуард Николаев Андрей Каргинов |

| Конструктори | Конструктори                          |
| Победи       | Производител                          |
| ------------ | ------------------------------------- |
| 12           | Камаз                                 |
| 6            | Татра                                 |
| 5            | Мерцедес                              |
| 4            | Перлини                               |
| 1            | МАН Хино ДАФ Сонаконе АЛМ/Акмат Ивеко |

### АТВ
| Пилоти | Пилоти                               |
| Победи | Пилот                                |
| ------ | ------------------------------------ |
| 2      | Маркос Патронели Алехандро Патронели |
| 1      | Йозеф Махачек Игнасио Касале         |

| Конструктори | Конструктори |
| Победи       | Производител |
| ------------ | ------------ |
| 6            | Ямаха        |

## Известни участници
Немалко са известните личности, решили да си вдигнат адреналина и да рискуват здравето си, включвайки се в Рали Дакар – от автомобилни състезатели и футболисти през артисти и певци, чак до кралски особи, като някои от тях участват по няколко пъти. По-известните от тях са: Албер II, принц на Монако, Каролина Монакска, принцеса на Хановер и сестра на Албер ІІ; Марк Тачър, син на Маргарет Тачър, артистите Жан-Пол Белмондо, Клод Брасьор, Шантал Нобел, позната от Шатовалон; певците Джони Холидей, Жерар Льонорман и Мишел Сарду; космонавтът Жан-Лу Кретиен; футболистите Раймон Копа, Жан-Мари Пфаф и Мишел Идалго; скиорите Люк Алфан и Бернар Руси (олимпийски и световен шампион по ски алпийски дисциплини); олимпийската и световна шампионка по джудо Мари Клер Ресту; европейската шампионка и вице олимпийска шампионка по плуване Кристин Карон; петкратният победител в Тур дьо Франс и двукратен в Джиро д'Италия Жак Анкетил; автомобилните състезатели Карлос Сайнц, Джаки Икс, Бруно Саби, Ари Ватанен, Юха Канкунен, Джеф Гордън, Анри Пескароло, Колин Макрей, Жан-Луи Шлесер, Патрик Тамбе, Филип Алиот, Бернар Дарниш, Жан-Пиер Жабуил и Укио Катаяма.

## Българско участие в рали Дакар
През 2011 година за първи път български участници застават на старта на надпреварата в Буенос Айрес. Това са ATV-пилотите Петър Ценков и Тодор Христов. Христов успява да стигне до етап 6 на надпреварата, но след катастрофа е в болница със спукани ребра. Петър Ценков, от своя страна успешно стига до финала на надпреварата.
През 2012 година е второто българско участие в рали Дакар, отново с ATV машини. Този път на старта застават Петър Ценков и Младен Вачков. И докато Младен Вачков отпадна заради повреда на седмия етап от надпреварата, Петър Ценков успява да завърши своя втори Дакар.
Рали Дакар 2013 отново е белязано от българско участие. Новост този път са първите родни участници с автомобили. И докато за Ценков това е трето участие (само че с автомобил Opel Antara RR и навигатор Иван Маринов), то дебюта си в състезанието правят Орлин Алексиев и Пламен Николов (BMW). На старта се завръща и Тодор Христов, отново с ATV. Състезанието се развива много добре и за трите български машини, докато след третия етап двигателя на ATV-то на Христов не издържа и така българският пилот отпада от надпреварата. За разлика от него, и двата автомобила успяват успешно да стигнат до финала в Сантяго.
В рали Дакар 2014 е четвъртото поредно българско участие. Този път на старта на надпреварата в Росарио застава само един български екипаж с автомобил – Орлин Алексиев и Пламен Николов с прототип Fiat Freemont. Участието на българите, обаче, е белязано с проблеми още от началото на състезанието и екипажът отпада още на четвъртия етап от Сан Хуан до Чилесито.

## Инциденти
Ралито често е критикувано заради множеството катастрофи, при които загиват състезатели, зрители и обслужващ персонал. Броят на загиналите по време на ралито души към 20 януари 2007 е 55, от които 25 са състезатели. Жертвите сред местното население може и да са повече, тъй като за тях не се води точна статистика.
Според друг източник жертвите към 3 януари 2012 са 57, от които 19 състезатели. 
На 14 януари 1986 г. по време на внезапно възникнала пясъчна буря в Мали в дюна се разбива хеликоптерът, в който лети Тиери Сабен. Освен него загиват и певецът Даниел Белавоан, пилотът на хеликоптера Франсоа-Ксавиер Бану, журналистката Натали Одан и радиотехникът Жан-Пол Льофюр.
През 1988 г. загиват трима участници и трима местни жители. Десетгодишно малийско момиченце е блъснато, докато пресича пътя. Кола на снимачния екип убива майка и дъщеря в Мавритания. Загиват и холандски навигатор от отбора на ДАФ, френски частен пилот и френски мотоциклетист. Освен това участници в ралито са обвинени за подпалването на горски пожар, който причинил паника във влак по линията Бамако - Дакар, която предизвикала смъртта на още трима души.
На 10 януари 2005 г. испанският мотоциклетист Хосе Мануел Перес умира в болница, седмица след като катастрофира по време на седмия етап. Само ден по-късно загива и двукратният победител при мотоциклетистите Фабрицио Меони. Черната серия продължава на 13 януари, когато петгодишно сенегалско момиче внезапно изкача на пътя и попада под колелата на сервизен камион.
Година по-късно, на няколко километра от мястото на което умира Меони, загива австралиецът Анди Калдекот. Това става на 9 януари. В следващите дни загиват две деца, пресичащи пътя.
През 2007 г. умират мотоциклетистите Елмър Саймънс и Ерик Обижу. Докато причината за смъртта на южноафриканеца Саймънс е ясна – той умира от нараняванията, получени след жестоко падане по време на четвъртия етап, то французинът Обижу умира при мистериозни обстоятелства 15 километра преди финала на предпоследния етап. Първо като причина за смъртта е посочен инфаркт, но впоследствие се прокрадват съмнения, че тя може да е в резултат на наранявания, получени при катастрофа през деня. По-късно в италиански медии се прокрадва информацията че Обижу е бил убит – според очевидци катастрофата е била предизвикана умишлено от неизвестни нападатели.
През 2012 г. загива мотоциклетистът Хорхе Мартинес Боеро. 
За увеличаване на сигурността ежегодно се взимат мерки: ограничения в скоростта на моторите (до 150 км/ч) и на камионите, както и ограничени от 50 км/ч, а някъде и 30, в населени места. Също така моторите са снабдени с устройства, които предупреждават пилотите, когато зад тях с висока скорост се приближават автомобили и камиони.

## Рали Дакар 2008
30-ото издание на състезанието през 2008 е изцяло отменено няколко часа преди старта поради опасност от терористични атаки на територията на Мавритания. За надпреварата са записани рекордните 570 отбора от 50 държави, а осем от 15-те етапа преминават през африканската държава. Като причини за решението са посочени директни заплахи към състезателите от страна на северно африканския клон на Ал Кайда, както и смъртта на четирима френски туристи само месец по-рано, отново в Мавритания. Планираният маршрут на състезанието през 2008 включва Португалия, Испания, Мароко, Западна Сахара, Мавритания и Сенегал, с обща дължина 9273 км, от тях 5732 специални етапи.

## Любопитни случки
По време на Рали Дакар се случват и множество куриозни случки.
- Лидерът при мотоциклетистите Убер Ориол е дисквалифициран по време на четвъртия етап – прехода от Гао до Бобо Диуласо – през 1980 г. Причината: Ориол е уловен да се вози в местен автомобил след повреда в скоростната кутия на неговото БМВ, пътувайки към Уагадугу, където щял да получи помощ за отстраняване на повредата.
- На 9 януари 1982 г. Марк Тачър, син на Маргарет Тачър, министър-председател на Обединеното Кралство, изчезва по време на осмия етап от Мопти до Гао. Той, навигаторката Шарлот Верни и един механик се отделят от колоната автомобили, за да отстранят повреда на своята машина, а по-късно не отговарят на повикванията по радиостанцията. Три дни по-късно са обявени за изчезнали. На шестия ден от загубата на връзката самолет Локхийд C-130 Херкулес на алжирската армия ги открива невредими на около 50 км встрани от маршрута на ралито. Причината за загубата на връзката не е установена.
- Формални проблеми на границата между Нигер и Горна Волта водят до отмяната на деветия етап през 1984 г. Много от състезателите са забавени на границата, докато други си изхитряват, не спират на знаците „Стоп“ и прекосяват границата без да губят ценно време. Сабен решава, че това не е честно и отменя етапа.
- Любопитна е дисквалификацията на Ари Ватанен през 1988-а. Неговото Пежо изчезва преди началото на 14-ия етап от Бамако до Кайе. Колата е открита, но Ватанен не успява да стигне до старта на етапа 30 минути преди началото, както е по правилата. На следващия ден е дисквалифициран, а Жан Тод, шеф на отбора, подава контестация, която остава без резултат.
- През 1989-а, когато ралито за първи път минава през Либия, Муамар Кадафи дава безплатно гориво на всички състезатели.
- Същата година, няколко етапа преди края на ралито, когато силен дъжд затруднява състезателите, Жан Тод се страхува за безопасността на двамата си топ пилоти Икс и Ватанен, които заемат първите две места в класирането само на две минути разлика. Затова той решава, че късметът трябва да определи реда на пристигане на финала и хвърля монета. Побеждава Ватанен, който избира обратната страна на монетата.
- Марсел Угени е най-старият участник на Рали Дакар. През 1995-а, когато се състезава в автомобилния клас, той е на 81 години.
- През 2000 г., когато маршрутът на ралито е от Сенегал до Египет, организаторите получават от френските министерства на отбраната и външните работи предупреждение за възможни атентати на територията на Нигер. Състезанието е прекъснато за пет дни в Ниамей. Организирани са самолети Ан-124, които транспортират всички участници, механици и машините им до Сабха в Либия.
- Ерик Балдио за малко да се размине с участие в ралито през 2002 г. Той е засечен от местни полицаи да кара с 232 км/ч на път за техническия преглед в Арас. Все пак е пуснат да продължи, при условие ме не надвишава 130 км/ч в европейската част на маршрута.
- Сред най-странните машини, използвани в ралито се нареждат нетипичните за прекосяване на пресечени местности Ролс-Ройс (спонсориран от Кристиан Диор), отнел 2000 часа работа за преоборудване, като монтиране на 4х4 предаване, редуциране на теглото, преместване на двигателя и т.н., Харли Дейвидсън, както и шестколесен Мерцедес 190.

## Победители
| Година | Автомобили                                                   | Автомобили                                                   | Мотоциклети                                                  | Мотоциклети                                                  | Камиони                                                      | Камиони                                                      | АТВ                 | АТВ          |
| Година | Пилот Навигатор                                              | Производител                                                 | Пилот                                                        | Производител                                                 | Пилот Навигатор Механик                                      | Производител                                                 | Пилот               | Производител |
| ------ | ------------------------------------------------------------ | ------------------------------------------------------------ | ------------------------------------------------------------ | ------------------------------------------------------------ | ------------------------------------------------------------ | ------------------------------------------------------------ | ------------------- | ------------ |
| 2014   | Нани Рома Мишел Перин                                        | Mini All 4 Racing                                            | Марк Кома                                                    | КТМ 450 Рали                                                 | Андрей Каргинов Андрей Мокеев Игор Девяткин                  | Камаз                                                        | Игнасио Касале      | Ямаха        |
| 2013   | Стефан Петерханзел Жан-Пол Котре                             | Mini All 4 Racing                                            | Сирил Депре                                                  | КТМ 450 Рали                                                 | Едуард Николаев Сергей Савостин Владимир Рибаков             | Камаз                                                        | Маркос Патронели    | Ямаха        |
| 2012   | Стефан Петерханзел Жан-Пол Котре                             | Mini All 4 Racing                                            | Сирил Депре                                                  | КТМ 450 Рали                                                 | Жерар де Рой Том Колсоул Дарек Родевалд                      | Ивеко                                                        | Алехандро Патронели | Ямаха        |
| 2011   | Насер Ал-Атия Лукас Крус                                     | Фолксваген Туарег 3                                          | Марк Кома                                                    | КТМ 450 Рали                                                 | Владимир Чагин Сергей Савостин Едуард Николаев               | Камаз                                                        | Алехандро Патронели | Ямаха        |
| 2010   | Карлос Сайнц Лукас Крус                                      | Фолксваген Туарег 2                                          | Сирил Депре                                                  | КТМ 690 Рали                                                 | Владимир Чагин Сергей Савостин Едуард Николаев               | Камаз                                                        | Маркос Патронели    | Ямаха        |
| 2009   | Жиниел де Вилиер Дирк фон Цицевиц                            | Фолксваген Туарег 2                                          | Марк Кома                                                    | КТМ 690 Рали                                                 | Фирдаус Кабиров Айдар Беляев Андрей Мокеев                   | Камаз                                                        | Йозеф Махачек       | Ямаха        |
| 2008   | Ралито не се провежда поради опасност от терористични атаки. | Ралито не се провежда поради опасност от терористични атаки. | Ралито не се провежда поради опасност от терористични атаки. | Ралито не се провежда поради опасност от терористични атаки. | Ралито не се провежда поради опасност от терористични атаки. | Ралито не се провежда поради опасност от терористични атаки. |                     |              |
| 2007   | Стефан Петерханзел Жан-Пол Котре                             | Мицубиши Паджеро                                             | Сирил Депре                                                  | КТМ 690 Рали                                                 | Ханс Стейси Чарли Готлиб Бернард дер Киндерен                | МАН                                                          |                     |              |
| 2006   | Люк Алфан Жил Пикард                                         | Мицубиши Паджеро                                             | Марк Кома                                                    | КТМ LC4 660R                                                 | Владимир Чагин Семьон Якубов Сергей Савостин                 | Камаз                                                        |                     |              |
| 2005   | Стефан Петерханзел Жан-Пол Котре                             | Мицубиши Паджеро                                             | Сирил Депре                                                  | КТМ LC4 660R                                                 | Фирдаус Кабиров Айдар Беляев Андрей Мокеев                   | Камаз                                                        |                     |              |
| 2004   | Стефан Петерханзел Жан-Пол Корте                             | Мицубиши Паджеро                                             | Нани Рома                                                    | КТМ LC4 660R                                                 | Владимир Чагин Семьон Якубов Сергей Савостин                 | Камаз                                                        |                     |              |
| 2003   | Хироши Масуока Андреа Шулц                                   | Мицубиши Паджеро                                             | Ришар Сенкт                                                  | КТМ LC4 660R                                                 | Владимир Чагин Семьон Якубов Сергей Савостин                 | Камаз                                                        |                     |              |
| 2002   | Хироши Масуока Паскал Мемо                                   | Мицубиши Паджеро                                             | Фабрицио Меони                                               | КТМ LC8 950R                                                 | Владимир Чагин Семьон Якубов Сергей Савостин                 | Камаз                                                        |                     |              |
| 2001   | Юта Клайншмид Андреа Шулц                                    | Мицубиши Паджеро                                             | Фабрицио Меони                                               | КТМ LC4 660R                                                 | Карел Лопрайс Йозеф Калина                                   | Татра                                                        |                     |              |
| 2000   | Жан-Луи Шлесер Анри Мане                                     | Шлесер-Рено                                                  | Ришар Сенкт                                                  | БМВ F650RR                                                   | Владимир Чагин Семьон Якубов Сергей Савостин                 | Камаз                                                        |                     |              |
| 1999   | Жан-Луи Шлесер Филип Моне                                    | Шлесер-Рено                                                  | Ришар Сенкт                                                  | БМВ F650RR                                                   | Карел Лопрайс Радек Стахура Йозеф Калина                     | Татра                                                        |                     |              |
| 1998   | Жан-Пиер Фонтене Жил Пикард                                  | Мицубиши Паджеро                                             | Стефан Петерханзел                                           | Ямаха YZE850T                                                | Карел Лопрайс Радек Стахура Ян Чермак                        | Татра                                                        |                     |              |
| 1997   | Кенджиро Шизоука Анри Мане                                   | Мицубиши Паджеро                                             | Стефан Петерханзел                                           | Ямаха YZE850T                                                | Петер Райф Йохан Дайнхофер                                   | Хино                                                         |                     |              |
| 1996   | Пиер Лартиг Мишел Перин                                      | Ситроен ZX                                                   | Еди Ориоли                                                   | Ямаха YZE850T                                                | Виктор Московских Кузмин                                     | Камаз                                                        |                     |              |
| 1995   | Пиер Лартиг Мишел Перин                                      | Ситроен ZX                                                   | Стефан Петерханзел                                           | Ямаха YZE850T                                                | Карел Лопрайс Радек Стахура Йозеф Калина                     | Татра                                                        |                     |              |
| 1994   | Пиер Лартиг Мишел Перин                                      | Ситроен ZX                                                   | Еди Ориоли                                                   | Каджива Елефант 900                                          | Карел Лопрайс Радек Стахура Йозеф Калина                     | Татра                                                        |                     |              |
| 1993   | Бруно Саби Доминик Серие                                     | Мицубиши Паджеро                                             | Стефан Петерханзел                                           | Ямаха YZE850T                                                | Франческо Перлини Джорджо Албиеро Винанте                    | Перлини                                                      |                     |              |
| 1992   | Убер Ориол Филип Моне                                        | Мицубиши Паджеро                                             | Стефан Петерханзел                                           | Ямаха YZE850T                                                | Франческо Перлини Джорджо Албиеро Винанте                    | Перлини                                                      |                     |              |
| 1991   | Ари Ватанен Бруно Берглунд                                   | Ситроен ZX                                                   | Стефан Петерханзел                                           | Ямаха YZE750T                                                | Жак Хуса Тиери дьо Сольо Ботаро                              | Перлини                                                      |                     |              |
| 1990   | Ари Ватанен Бруно Берглунд                                   | Пежо 405 T16                                                 | Еди Ориоли                                                   | Каджива Елефант 900                                          | Вила Делфино Винанте                                         | Перлини                                                      |                     |              |
| 1989   | Ари Ватанен Бруно Берглунд                                   | Пежо 405 T16                                                 | Жил Лале                                                     | Хонда NXR800V                                                |                                                              |                                                              |                     |              |
| 1988   | Юха Канкунен Юха Пиронен                                     | Пежо 205 T16                                                 | Еди Ориоли                                                   | Хонда NXR800V                                                | Карел Лопрайс Радек Стахура Мук                              | Татра                                                        |                     |              |
| 1987   | Ари Ватанен Бернард Жиру                                     | Пежо 205 T16                                                 | Сирил Невю                                                   | Хонда NXR750V                                                | Ян де Рой Иво Гойсенс Ван                                    | ДАФ                                                          |                     |              |
| 1986   | Рене Меже Доминик Лемоан                                     | Порше 959                                                    | Сирил Невьо                                                  | Хонда NXR750V                                                | Джакомо Висмара Минели                                       | Мерцедес Унимог                                              |                     |              |
| 1985   | Патрик Занироли Жан де Силва                                 | Мицубиши Паджеро                                             | Гастон Рахие                                                 | БМВ GS980R                                                   | Карл-Фридрих Капито Йост Капито                              | Мерцедес Унимог                                              |                     |              |
| 1984   | Рене Меже Доминик Лемоан                                     | Порше 953                                                    | Гастон Рахие                                                 | БМВ GS980R                                                   | Пиер Лальо Дурк                                              | Мерцедес Унимог                                              |                     |              |
| 1983   | Джаки Икс Клод Брасьо                                        | Мерцедес 280 G                                               | Убер Ориол                                                   | БМВ GS980R                                                   | Жорж Гроан Тиери дьо Сольо Бернар Малфериол                  | Мерцедес-Бенц                                                |                     |              |
| 1982   | Клод Маро Бернар Маро                                        | Рено 20 Турбо                                                | Сирил Невьо                                                  | Хонда XR550                                                  | Жорж Гроан Тиери дьо Сольо Бернар Малфериол                  | Мерцедес-Бенц                                                |                     |              |
| 1981   | Рене Меже Бернар Жиру                                        | Рейндж Роувър V8                                             | Убер Ориол                                                   | БМВ GS800R                                                   | Адриан Вилет Жабрел Волеро                                   | ALM/ACMAT                                                    |                     |              |
| 1980   | Фреди Котулински Герхард Льофелман                           | Фолксваген Илтис                                             | Сирил Невьо                                                  | Ямаха XT500                                                  | Атауат Буркриф Каула                                         | Сонаком                                                      |                     |              |
| 1979   | Ален Женестие Жозеф Тербио                                   | Рейндж Роувър V8                                             | Сирил Невьо                                                  | Ямаха XT500                                                  |                                                              |                                                              |                     |              |